# Stacey Cunningham
Stacey Cunningham es una banquera norteamericana. Es reconocida por ser la 67.ª presidente de la Bolsa de Nueva York (NYSE), siendo solo la segunda mujer en ocupar el cargo detrás de  Catherine Kinney. 
Después de realizar una pasantía en la NYSE durante la década de 1990, Cunningham se convirtió en empleado de la sala de operaciones y continuó trabajando en el intercambio hasta 2005. Se tomó un tiempo libre para completar un curso de capacitación culinaria, luego trabajó en la bolsa de valores Nasdaq como directora de mercados de capitales y directora de ventas de servicios de transacciones estadounidenses. En 2012, Cunningham se reincorporó a NYSE y se convirtió en el director de operaciones de la bolsa en 2015. 
El 22 de mayo de 2018, Cunningham fue nombrado presidente de la NYSE. En noviembre de 2018, fue catalogada como una de las 100 mujeres de la BBC.

## Primeros años
Cuando era niña, Cunningham tenía un gran interés en las matemáticas y las ciencias en la escuela. Más tarde estudió en la Universidad de Lehigh, graduándose en 1996 con una licenciatura en ingeniería industrial. Ella tiene cinco hermanos y cuando era joven su padre trabajaba en una firma de corretaje.

## Carrera

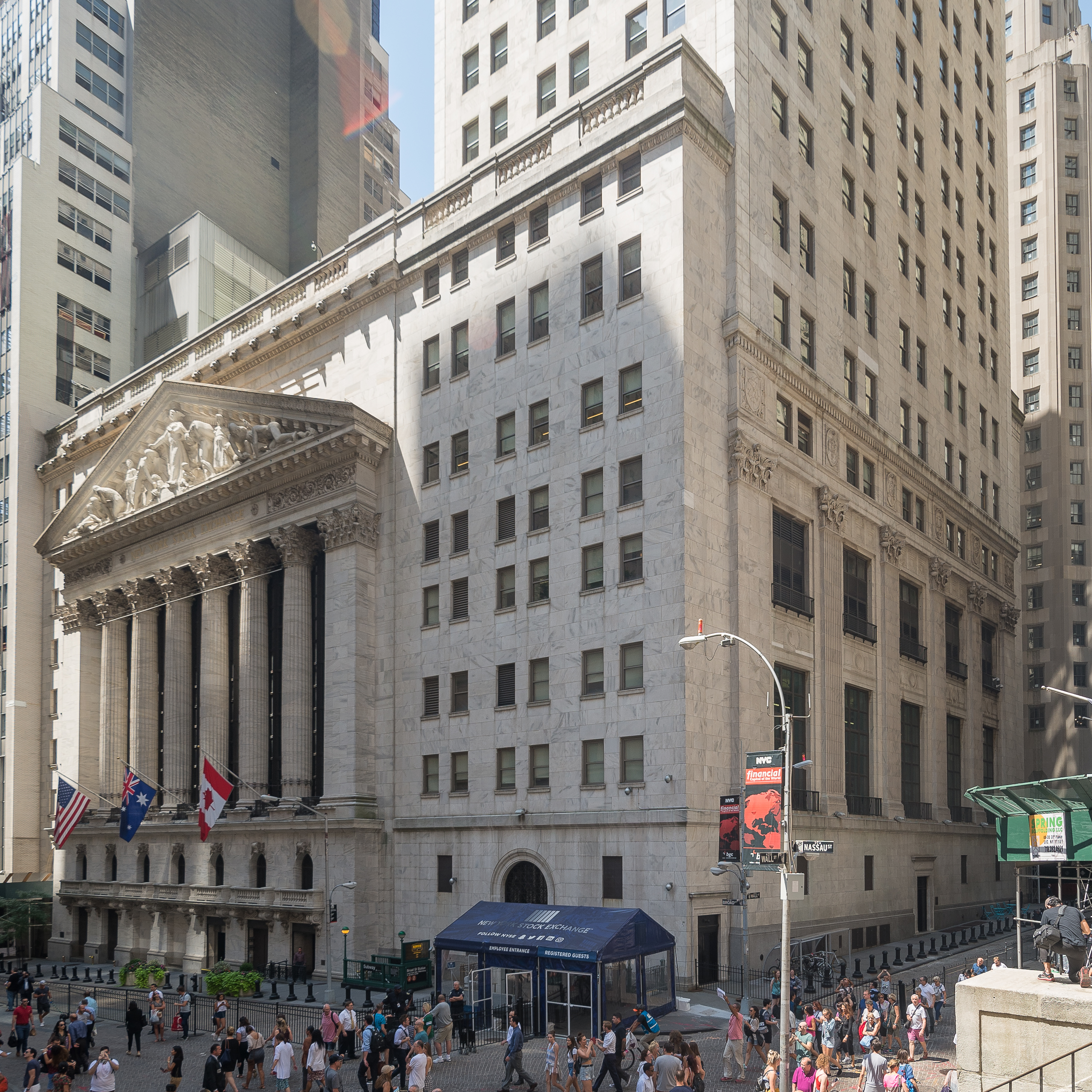
La Bolsa de Nueva York (NYSE)

En 1994, cuando todavía era un estudiante universitario, Cunningham completó una pasantía de verano en la NYSE. Dos años más tarde, comenzó a trabajar allí como empleada de la sala de operaciones. En ese momento, Cunningham era una de las pocas docenas de empleadas en el piso de negociación, en comparación con más de mil empleados masculinos. Pasó ocho años empleada como especialista para el Bank of America.
En 2005, sintiéndose frustrada por la falta de transición tecnológica en la NYSE, dejó el intercambio y estudió en el Instituto de Educación Culinaria, trabajando brevemente como chef en un restaurante.
De 2007 a 2011, Cunningham trabajó en la bolsa de valores Nasdaq, primero como director de mercados de capitales y luego como jefe de ventas de servicios de transacciones estadounidenses.
Cunningham se reincorporó a la NYSE en 2012. Se desempeñó como directora de operaciones del intercambio de 2015 a 2018. Su trabajo consistía en manejar los mercados de acciones en efectivo de la bolsa, la gestión de relaciones y productos y los servicios de gobierno interno.
El 22 de mayo de 2018, a la edad de 43 años, Cunningham fue nombrada el 67 ° presidente de la NYSE, reemplazando a Thomas Farley. Cunningham es la primera mujer en ser nombrada presidenta de la NYSE. Aunque Catherine Kinney había sido copresidenta del intercambio en 2002, el cargo no había implicado un liderazgo total en ese momento, ya que el CEO o presidente de la NYSE la supervisaba firmemente. En una entrevista con reporteros, Cunningham dijo que manejaba trabajar en entornos tradicionalmente dominados por hombres, como las bolsas de valores o la escuela de ingeniería, al no mostrar nunca dudas sobre "si debería estar o no donde estaba." 